# Stazione di Suita (JR West)
La stazione di Suita (吹田駅?, Suita-eki) è una stazione ferroviaria situata nella città di Suita, nella prefettura di Osaka in Giappone sulla linea JR Kyōto.

## Linee
- JR West
  - Linea JR Kyōto (Linea principale Tōkaidō)

## Caratteristiche
La stazione ha due binari a isola, ognuno dei quali serve esclusivamente treni in una singola direzione. Sono presenti anche due binari esterni, isolati tuttavia dalla stazione, e questo impedisce ai treni espressi e rapidi che li percorrono di fermare presso la stazione.
| 1 | ■ Linea JR Kyōto |  | Passaggio                         |
| 2 | ■ Linea JR Kyōto |  | Per Shin-Ōsaka, Ōsaka e Sannomiya |
| 3 | ■ Linea JR Kyōto |  | Per Takatsuki, Kyoto e Maibara    |
| 4 | ■ Linea JR Kyōto |  | Passaggio                         |